# Manfred Schedlowski
Manfred Schedlowski (* 1957 in Hannover) ist ein deutscher Psychologe. Er lehrt Medizinische Psychologie und Verhaltensimmunbiologie an der Universität Duisburg-Essen. Schwerpunkt seiner Arbeit ist die Erforschung der Wirkung von Placebos.

## Ausbildung und Berufstätigkeit
Sein Studium der Psychologie absolvierte Schedlowski an der Universität Bielefeld und der Technischen Universität Braunschweig. Nach seinem Diplom arbeitete er als wissenschaftlicher Mitarbeiter an der Medizinischen Hochschule Hannover. Mit einer Arbeit zur Rolle von Organtätigkeit und ihrer Wahrnehmung beim emotionalen Erleben erlangte er dort den Grad eines Dr. rer. biol. human, Doktors der Humanbiologie. Nach Forschungsaufenthalten in England und Australien folgte 1993 an der Universität Hannover die Habilitation für Psychoneuroimmunologie; Schedlowski hatte zu Stress, Hormonen und Immunfunktionen geforscht. Die Universität Duisburg-Essen berief Schedlowski 1997 auf die Professur für Medizinische Psychologie und Verhaltensimmunbiologie und ernannte ihn zum Direktor des zugehörigen Instituts am Universitätsklinikum Essen. Von 2004 bis 2007 forschte Schedlowski an der Eidgenössischen Technischen Hochschule in Zürich.

## Arbeitsgebiete
Auf dem Gebiet der Psychoneuroimmunologie beschäftigt sich Schedlowski mit dem Placebo- und dem Nocebo-Effekt. Dabei interessieren ihn die Wechselwirkungen zwischen Nerven-, Hormon- und Immunsystem. Insbesondere ist er mit der Frage der Konditionierbarkeit der Immunsuppression im Sinne der klassischen Konditionierung befasst. In einem Experiment konnten Schedlowski und Mitarbeiter zeigen, dass sich die immunsuppressive Wirkung eines Medikamentes auf einen gleichzeitig gegebenen Geschmacksreiz übertragen lässt, so dass die anschließende alleinige Gabe des Geschmacksreizes eine Immunsuppression bewirkte.
Eine weitere Schedlowski interessierende Frage betrifft den Einfluss entzündlicher Prozesse auf kognitive Funktionen und emotionale Prozesse, insbesondere im Hinblick auf ihre Rolle bei Depression und Schizophrenie.

## Veröffentlichungen
PubMed verzeichnet 288 Publikationen unter Beteiligung Schedlowskis.
- Viszerozeption als Teilprozess des emotionalen Erlebens – eine Feldstudie zur Psychophysiologie der Angst. Medizinische Hochschule Hannover, 1989. (Dissertation)
- Stress, Hormone und zelluläre Immunfunktionen. Ein Beitrag zur Psychoneuroimmunologie. Spektrum, Heidelberg 1994, ISBN 978-3-86025-119-5. (Habilitationsschrift)
- Psychoneuroimmunologie. Spektrum, Heidelberg 1996, ISBN 978-3-86025-228-4. (Lehrbuch, als Herausgeber mit Uwe Tewes; englische Übersetzung 1999 unter dem Titel Psychoneuroimmunology)